# Adolf Hnyk
Adolf Hnyk – czechosłowacki narciarz. Uczestnik mistrzostw świata.
Hnyk w swojej karierze brał udział w rywalizacji skoczków narciarskich na mistrzostwach świata seniorów – w 1925 w miejscowości Jańskie Łaźnie zajął 31. miejsce, a w 1929 w Zakopanem, po skokach na odległość 39 i 43 metrów, był 39. Z kolei w przypadku jego startu w 1931 w Oberhofie nie zachowały się dane na temat osiąganych przez Hnyka odległości, jak i zajętego przez niego miejsca – wiadomo jedynie, że znajdował się na liście startowej i najprawdopodobniej wystartował w konkursie.
W 1929 wziął także udział w rywalizacji kombinatorów norweskich na mistrzostwach świata seniorów, plasując się na 23. pozycji.